# Ievgueni Tkatchouk
Ievgueni Valérievitch Tkatchouk (en russe : Евгений Валерьевич Ткачук) est un acteur de théâtre et de cinéma, metteur en scène et scénariste russe, né le 23 juillet 1984 à Achgabat, au Turkménistan.

## Biographie
Ievgueni Tkatchouk naît le 23 juillet 1984 dans la ville d'Achgabat.
En 1994, alors qu'il est âgé de 10 ans, sa famille quitte le Turkménistan et part s'installer en Russie, à Syzran, dans l'oblast de Samara. Il est inscrit à l'école n°23.
Son père, Valéri Tkatchouk, acteur et metteur en scène au théâtre de la ville — le Théâtre dramatique Alexis Nikolaïevitch Tolstoï — permet au jeune Ievgueni de faire ses premiers pas sur les planches, pendant 6 ans, au théâtre de Syzran. Il apparait notamment dans les pièces Les Romanesques, Et le crépuscule vint, Le Tribunal, Pluie à l'aube, etc. L'adolescent crée alors une troupe de théâtre au sein de son école et monte des spectacles auxquels participent ses camarades.
En 2002, à Moscou, il entre au département acteur de la Faculté de réalisation de l'Académie russe des arts du théâtre, le RATI. Il y suit les cours du metteur en scène Oleg Koudriachov. Lorsqu'il termine l'institut, en 2007, il se voit décerner le prix «Mikhaïl Tsariov» de l'Union des professionnels du théâtre de la fédération de Russie, pour sa parfaite compréhension de la profession d'acteur.
Il travaille ensuite au Théâtre du jeune spectateur de Moscou et au Théâtre des Nations.
Au cinéma, Ievgueni Tkatchouk débute en 2007 en tenant le rôle du soldat Andreï dans le film d'auteur d'Alexandre Sokourov, Alexandra.
En 2009, alors qu'il joue dans la série télévisée Les Bataillons anti-retraite (en russe : Заградотряд, i.e. Заградительный отряд), il scénarise et réalise le court-métrage La Prière (en russe : Молитва) avec son ami Daniil Vorobyov, court-métrage qui remportera 12 prix dans différents festivals internationaux,.
En 2011, il tient le rôle principal de Michka Yapontchik dans la série La Vie et les aventures de Michka Yapontchik (en russe : Жизнь и приключения Мишки Япончика), du réalisateur Sergueï Ginzbourg. C'est le rôle qui lui apporte la célébrité,.
En 2013, au festival de cinéma Fenêtre sur l'Europe (en russe : Окно в Европу) qui se tient à Vyborg, Ievgueni Tkatchouk reçoit le prix spécial du «Meilleur travail d'acteur» de la part du jury, pour son interprétation du petit criminel Liokha dans Le Voyage d'hiver, du réalisateur Sergueï Taramaïev. Le critique de cinéma Andreï Plakhov qualifie la prestation d'Ievgueni de «découverte formidable», comparant son jeu à celui d'un Denis Lavant ou d'un Helmut Berger.
En 2014, il interprète le rôle d'Ivan Chatov dans la série télévisée Les Démons, du réalisateur Vladimir Khotinenko, d'après le roman de Fiodor Dostoïevski. À l'occasion du festival Fenêtre sur l'Europe qui se tient cette même année, c'est le long-métrage des Démons que Ievgueni présente, dans une version moderne, en tant que producteur, scénariste et acteur (aux mêmes titres que son acolyte, Roman Chaliapine). Il interprète cette fois-ci le personnage de Piotr Verkhovenski. 
En 2015, l'acteur joue le rôle de Grigori Melekhov dans la série télévisée Le Don paisible, mise à l'écran du roman éponyme de Mikhaïl Cholokhov et réalisation de Sergueï Oursouliak. Pour ce rôle Ievgueni Tkatchouk a pris des leçons d'équitation, ce qui lui a permis de se battre au sabre, de tirer au fusil, le tout en restant en selle. Les chevaux avec lesquels il travaille se comportent en véritables artistes, toujours dans le cadre et comprenant tout à mi-mot.

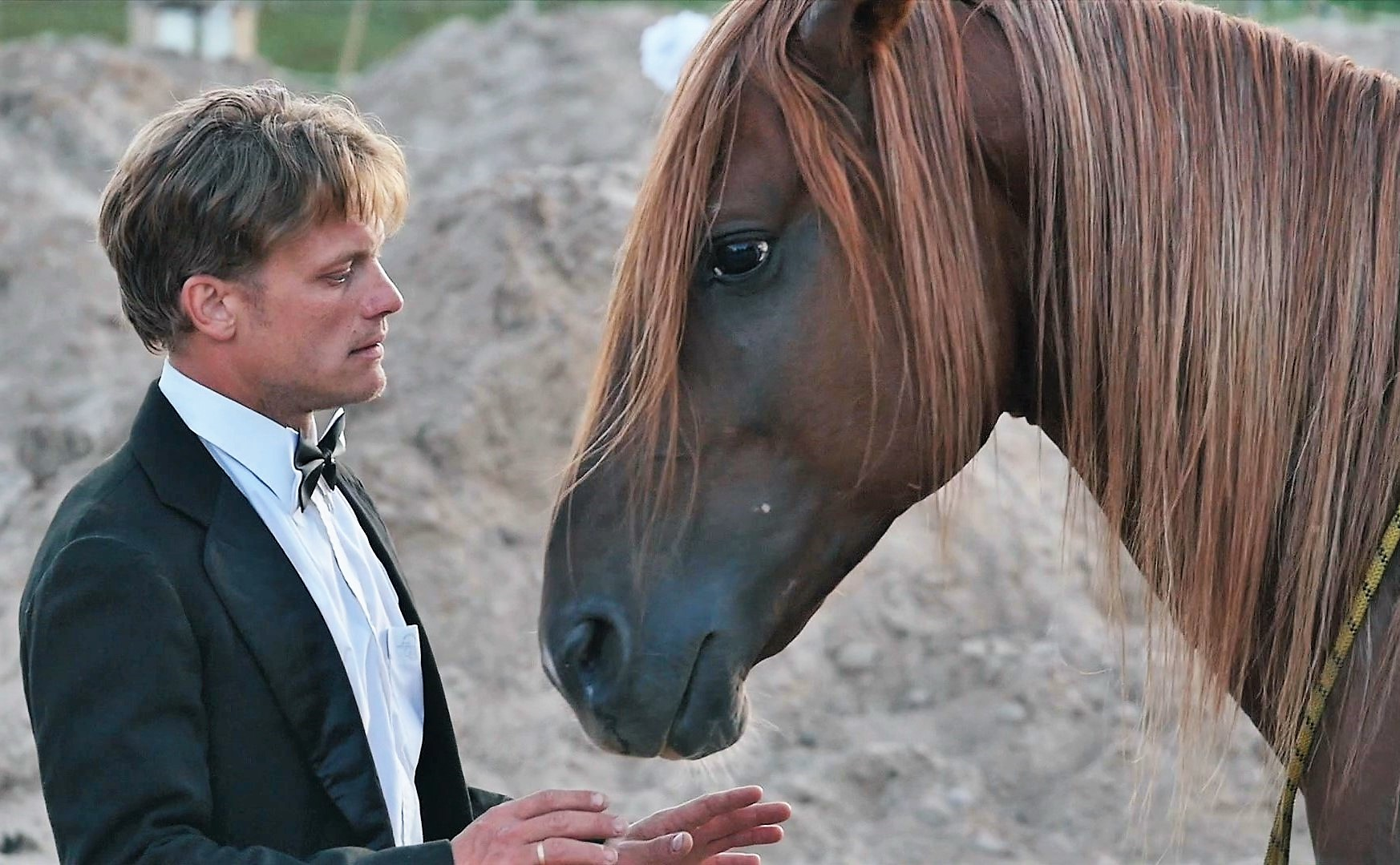
Répétition avant la première du Vol sacré des fleurs au théâtre «VelessO», juillet 2018

À l'occasion du 110e anniversaire de Mikhaïl Cholokhov (1905-1984), anniversaire célébré dans le village natal de l'écrivain, à Vechenskaïa, il présente aux habitants et aux touristes présents le spectacle qu'il a créé avec la collaboration de Daniil Vorobyov. Intitulé Le Cheval du Cosaque est en tout point plus cher (en russe : Конь казаку всего дороже), le spectacle met en scène des chevaux du Don et raconte l'histoire d'amitié qui lie un jeune garçon à son fidèle destrier.
Ievgueni Tkatchouk est passionné de chevaux depuis ses 18 ans, et ses cachets d'acteur, son temps libre, leur sont entièrement consacrés : en 2011 il achète trois bêtes et prévoit d'en acquérir une quinzaine au total, dans l'objectif de créer un théâtre équestre permanent.
C'est chose faite en 2016, date d'inauguration du Théâtre dramatique équestre «VelessО» (en russe : «ВелесО»), situé à Lepsari, dans les environs de Saint-Pétersbourg. Dans un beau cadre naturel, le site héberge également une école de cascadeurs équestres,.
En 2017, il est distingué comme meilleur interprète masculin (ex-aequo) au 25e Festival du cinéma russe à Honfleur pour son rôle dans le film Comment Vitia a mené Liokha aux Invalides (ru) d'Alexandre Evseïev Khant.
En 2019, au théâtre «VelessO», Ievgueni présente la première d'un spectacle qui a muri pendant près de huit années : Le Vol sacré des fleurs (en russe : Священный полет цветов), inspiré du poème d'Alexandre Vvedenski, Dieu doit nous entourer (en russe : Кругом возможно Бог). La production a reçu le soutien du «Fonds des subventions présidentielles», le projet ayant remporté en 2018 le concours qu'organise ce fonds afin de soutenir les créations artistiques et culturelles.

## Vie familiale
- Ievgueni Tkatchouk épouse en premières noces l'actrice Elena Makhova[13].
  - Le couple a une fille, Katia, née en 2008.
- Il épouse en secondes noces la journaliste Marta Tkatchouk (née Sorokina).
  - Il a une deuxième fille, Eva, née en 2015.

## Rôles au théâtre

### Théâtre dramatique Alexis Tolstoï de Syzran
- 1997 : Les Romanesques d'Edmond Rostand, mise en scène Valéri Tkatchouk, Percinet
- 1998 : Et le crépuscule vint (en russe : И наступили сумерки) d'Alexeï Doudarev, Timon
- 1998 : Le Tribunal d'Andreï Makaïonok, mise en scène Alexandre Rivman, Volodia
- 1998 : Pluie à l'aube (en russe : Дождь на заре) de Vassili Choukchine, mise en scène Victor Kourotchkine, Ivan

### Maitrise Oleg Koudriachov
- Viy
- L'Allumette suédoise d'Anton Tchekhov, le juge Nicolas Tchoubikov
- Les Troyennes d'Euripide, Talthybios

### Théâtre Pratique
- Cet enfant de Joël Pommerat

### Théâtre juif de Moscou «Shalom»
- Anecdotes provinciales (en russe : Провинциальные анекдоты) d'Alexandre Vampilov

### Théâtre du jeune spectateur de Moscou
- Peter Pan de J. M. Barrie, le deuxième jumeau, le chien Nana
- Le Nez de Nicolas Gogol, Ivan, le nez

### Théâtre des Nations
- 2006 : Phèdre. L'Épi doré, textes de Sergueï Nikolaïévitch Korobkov, Sénèque et Racine, mise en scène Andreï Joldak, Hippolyte, un enfant
- 2007 : Les Sneguirev (en russe : Снегири), pièce de Nina Sadour sous-titrée Les kamikazes (en russe : Смертники), basé sur le roman de Victor Astafiev, Maudit et tué, mise en scène Timofeï Sopolev et Mikhaïl Tchoumatchenko, Liochka Chestakov
- 2007 : L'Allumette suédoise d'Anton Tchekhov, mise en scène Nikita Grichpoune, le juge Nicolas Tchoubikov
- 2011 : Caligula d'Albert Camus, mise en scène Eimuntas Nekrošius, Scipion
- 2013 : La Ménagerie de verre de Tennessee Williams, mise en scène Toufane Imamoutdinov, Tom Wingfield
- 2013 : Farce. Concert majeur pour orchestre et artistes dramatiques, spectacle musical, un acteur
- 2015 : L'Idiot de Fiodor Dostoïevski, mise en scène Maxime Didenko, Parfène Rogojine

### Théâtre dramatique équestre «VelessО»
- 2017 : Danger, Gulliver!, adaptation libre du roman de Jonathan Swift, Les Voyages de Gulliver, mise en scène Ievgueni Tkatchouk, Gulliver
- 2019 : Le Vol sacré des fleurs, inspiré du poème d'Alexandre Vvedenski, Dieu doit nous entourer, mise en scène Ievgueni Tkatchouk, Fotine

## Filmographie
- 2004 : Une saga moscovite (série télévisée)
- 2007 : Alexandra
- 2008 : Toile blanche (Белый холст)
- 2009 : Bataillon anti-retraite. Seul sur un champ de mine (Заградотряд. Соло на минном поле) (série télévisée)
- 2009 : Moi (Я)
- 2010 : Des voix (Голоса) (série télévisée)
- 2010 : L'Affrontement
- 2010 : Reprenez vos morts (Заберите своих мертвецов) (court-métrage)
- 2010 : Alien girl (Чужая)
- 2011 : Rires dans l'obscurité (Смех в темноте) (court-métrage)
- 2011 : La Vie et les aventures de Michka Yapontchik (Жизнь и приключения Мишки Япончика) (série télévisée)
- 2012 : La fille (Дочь)
- 2012-2016 : Les années 80 (Восьмидесятые) (série télévisée)
- 2013 : Le livreur (Разносчик)
- 2013 : Gagarine. Premier homme dans l'espace (Гагарин. Первый в космосе)
- 2013 : Courrier du Paradis (Курьер из «Рая»)
- 2013 : Le Voyage d'hiver (Зимний путь)
- 2014 : Start-up (Стартап)
- 2014 : Les Démons (Бесы) de Vladimir Khotinenko : Ivan Chatov (série télévisée)
- 2015 : Metamorphosis (Метаморфозис)
- 2015 : Le Don paisible (Тихий Дон) (série télévisée)
- 2017 : Les Premiers (Первые)
- 2017 : Ce que personne ne voit (То, что никто не видит)
- 2017 : Le Sac sans fond (Мешок без дна)
- 2017 : Les Fugitifs (Беглецы)
- 2017 : Comment Vitka a emmené Lekha chez les invalides (Как Витька Чеснок вёз Лёху Штыря в дом инвалидов)
- 2017 : Anatomie de la trahison (Анатомия измены)
- 2017 : L'insoumise (Непокорная) (série télévisée)
- 2017 : Le Chemin des tourments (Хождение по мукам) (série télévisée)
- 2018 : Dans le port de Cape Town (В Кейптаунском порту)
- 2018 : Deux billets pour la maison (Два билета домой)
- 2018 : Le Gardien des mondes (Черновик)
- 2018 : Les Van Gogh (Ван Гоги)
- 2019 : La Neuvième (Девятая)
- 2019 : Godounov (Годунов) (série télévisée)
- 2019 : Le Français (Француз) de Andreï Smirnov
- 2021 : La Patte de lapin (Кроличья лапа) de Nana Djordjadze
- 2021 : The Execution (Казнь) de Lado Kvataniya (ru) : Ivan Sebastianov